# Palanka (Gračac)
Palanka ili Hrvatska Palanka je naselje u Hrvatskoj u Zadarskoj županiji, Općina Gračac, smješteno pri dnu doline gornje Zrmanje ispod starohrvatskog obrambenog grada "Zvonigrada". Sa župnom crkvom i župom Male Gospe Palanka je Rimokatoličko vjersko središte tog najjužnijeg Ličkog kraja smještenog jugoistočno od Gračaca i sjeverozapadno od Knina. U ranijoj povijesti Palanka je sa svojom kulom (Zvonigrad) bila vojno uporište hrvatskih kraljeva na važnom prometnom smjeru od Bihaća prema hrvatskome kraljevskom gradu Knin (u to vrijeme stolnom gradu hrvatskih kraljeva).
Iz sela puca pogled na dolinu smještenu između Velebitskog, Dinarskog i Plješivičkog masiva. Kroz ovaj Dinarski krš protječe rijeka Zrmanja. Sjeverno od Palanke nalazi se poznati vrh Poštak i podno njega izvor rijeke Zrmanje.

## Povijest Hrvatske Palanke
Područje Palanke i čitave doline gornje Zrmanje poznato još od Rimljana, kroz tu dolinu je prolazila i stara Rimska cesta (vija militare). U vrijeme seoba naroda taj prostor su naselili Hrvati i tu podigli starohrvatski grad pod imenom Zvonigrad koji je opstao do Turske okupacije ovih krajeva. Turci su Zvonigrad osvojili 1522/7 i držali ga pod okupacijom sve do oslobođenja 1683/5. godine kada je oslobođena i cijela dolina gornje Zrmanje. Nakon oslobođenja dio Hrvata vrača se na ovaj prostor te podižu prvotnu Rimokatoličku crkvu koja dobiva status župe 1807. godine. pod imenom Župa Zrmanja-Palanka. Nova katolička crkva je sagrađena 1830. godine. Titular crkve i župe je: Rođenje Blažene Djevice Marije a crkvu je sazidao župnik Marko Ivanović koji je tamo boravio punih 50 godina. 
U Drugome svjetskom ratu i još više poslije rata, jugokomunisti i velikosrbi, u partizanskim odorama i konvertirani četnici su ubijanjem uništili župu u Palanci.  
Župa je obnovljena u najnovije vrijeme.

## Stanovništvo
| broj stanovnika | 401   | 237   | 229   | 277   | 260   | 199   | 206   | 207   | 173   | 170   | 164   | 144   | 106   | 84    | 29    | 19    | 11    |
|                 | 1857. | 1869. | 1880. | 1890. | 1900. | 1910. | 1921. | 1931. | 1948. | 1953. | 1961. | 1971. | 1981. | 1991. | 2001. | 2011. | 2021. |

## Vanjske poveznice
- Katolička crkva Hrvatska Palanka  Arhivirana inačica izvorne stranice od 4. ožujka 2016. (Wayback Machine)

|  | Portal Hrvatske – Pristup člancima s tematikom o Hrvatskoj. |